# Protaetia squamosa
Protaetia squamosa är en skalbaggsart som beskrevs av Lefebvre 1827. Protaetia squamosa ingår i släktet Protaetia och familjen Cetoniidae. Inga underarter finns listade i Catalogue of Life.